# نائلة عياش
نائلة عياش هي ناشطة فلسطينية وضعت بصمتها خلال الانتفاضة الفلسطينية الأولى (1987–1993)، لا سيما في تنظيم الحركة النسوية والمساهمة في تعبئة المجتمع ضد الاحتلال الإسرائيلي. عملت على تعزيز دور المرأة في قيادة الأعمال الشعبية والسياسية، وأسهمت في إنشاء مؤسسات بديلة دعمت صمود الفلسطينيين في وجه القمع والاعتقالات.

## النشأة والتعليم
ولدت نائلة عياش عام 1960 في مدينة القدس بفلسطين. عام 1969، عندما كانت في الثامنة من عمرها، شهدت مع أخواتها الأربع هدم قوات الاحتلال الإسرائيلي منزل عائلتها أمام أعينهن، وهو الحدث الذي كان له وقعٌ عميق في تشكيل وعيها السياسي منذ الصغر، في مطلع ثمانينيات القرن العشرين انتقلت إلى بلغاريا لاستكمال دراستها، وهناك التقت بالناشط الفلسطيني جمال الزقوت، تزوجته لاحقاً، واختلطت بطلاب من دول عربية عدة، جميعهم منخرطون في القضية الفلسطينية.

## المسار السياسي والانتفاضة
بعد تخرجها عادت نائلة إلى رام الله، وانضمت إلى الجبهة الديمقراطية لتحرير فلسطين حيث ركزت جهودها على تشجيع النساء على المشاركة السياسية رغم تشدّد الاحتلال الإسرائيلي في منع الجمعيات السياسية الفلسطينية، مع اقتراب اندلاع الانتفاضة عام 1987، كثفت نشاطها الميداني، فتمت مراقبتها هي وزوجها عن قرب. وفي أثناء حملها، اعتقلتها قوات الاحتلال في منزلهما في غزة، واحتجزتها في سجن المسكوبية بالقدس، حيث تعرضت للتعذيب والإهمال الطبي مما أدى إلى إجهاض جنينها، قالت نائلة لاحقًا:

«فُرِض عليّ التحقيق مدة أسبوعين، وربطوني على الكرسي بأسلوب مؤلم لأيام متتالية. أخبرتهم أنني حامل، لكنهم ردّوا بأنهم لا يفرقون بين امرأة أو رجل، حامل أو غير حامل، فأنا عندهم مُخربة. بدأت بالنزيف».

تدخل زوجها جمال عبر صحفي إسرائيلي ليُسلّط الضوء على قضيتها، فتم إطلاق سراحها بضغطٍ إعلامي ودولي. وفي ديسمبر 1987 انطلقت الانتفاضة رسمياً.
خلال الانتفاضة، لعبت نائلة دورًا رئيسيًا في تنسيق الدعوات للمظاهرات والمقاطعات وتنظيم الإضرابات والتعليم السري، فوزعت منشورات خفية في الخبز بينما كانت تحمل مولودها مجد في حمالة أمامها.

## الاعتقالات والمنفى
في أكتوبر 1988 اعتقلتها السلطات الإسرائيلية مجدداً ووضعتها في الحبس الإداري لمدة ستة أشهر. نُقلت بعدها إلى سجن تلمون، حيث سمحوا لها بعد أيام بجمع ابنها الرضيع لديها داخل أسوار السجن.
أمضت بعد ذلك عامين في المنفى بالقاهرة مضطرة، حتى يتسنى لها التنقل مع ابنها والالتقاء بزوجها.

## ما بعد الانتفاضة
عقب توقيع اتفاقيات أوسلو عام 1993، شاركت نائلة مع ناشطات أخريات في التعبير عن احتجاجهن على استبعادهن من المفاوضات الرسمية.
منذ 1996 تشغل منصب مديرة «مركز أبحاث وتدريب شؤون المرأة» في غزة، حيث يقدم المركز برامج في الاتصال الإعلامي، وتطوير المشاريع الصغيرة، وبناء قدرات المنظمات غير الحكومية من منظور النوع الاجتماعي.
تنتقل بين غزة ورام الله رغم صعوبة التنقل، ومنذ 2007 استقرت في رام الله، وتواصل دعمها للناشطات الشابات مثل عهد التميمي، مؤكدةً أن «نضالنا لم ينتهِ، ولن يذهب أحدٌ منا إلى مكانٍ آخر».

## الفيلم الوثائقي
يأتي فيلم نائلة والانتفاضة (2017) للمخرجة جوليا باتشا، ومن إنتاج منظمة «جست فيجن»، ليستعرض شهادة نائلة وعشرات الناشطات الأخريات. يؤكد الفيلم على دور المرأة في قيادة الاحتجاجات السلمية أثناء الانتفاضة، ويضم مقابلات مع شخصيات مثل زهيرة كمال وسما عويدة ورابيح دياب.

## الجوائز والألقاب
حصلت نائلة عياش على العديد من الجوائز الدولية والألقاب من أهمها:
- جائزة المرأة والسلام الدولية [10][11]
- امرأة العام 2007 [12]